# Secrétaire à la Force aérienne des États-Unis
Le secrétaire à la Force aérienne des États-Unis (en anglais : United States Secretary of the Air Force, SECAF) dirige le département de la Force aérienne, un département militaire dépendant du département de la Défense des États-Unis. Le secrétaire à la Force aérienne est un civil nommé par le président, confirmé par le Sénat. Le secrétaire rend compte au secrétaire à la Défense et/ou au secrétaire adjoint à la Défense. L'United States Space Force et l'United States Air Force dépendent du département de la Force aérienne des États-Unis.

## Historique
La fonction est créée en 1947 quand l'Armée, la Marine et la toute nouvelle Force aérienne américaine sont fusionnées dans le nouvel Établissement militaire national (National Military Establishment). Lors de cette réorganisation, le secrétaire à la Guerre est remplacé par le secrétaire à l'Armée (Secretary of the Army), cependant que le secrétaire à la Marine (Secretary of the Navy) et la nouvelle fonction de secrétaire à la Force aérienne (Secretary of the Air Force ou SECAF) deviennent des fonctions ne siégeant plus au Cabinet mais désormais placées sous l'autorité du secrétaire à la Défense. De 1947 à 1950, le premier secrétaire à la Force aérienne est Stuart Symington, sous la présidence d'Harry S. Truman.